# Svatopluk Lotrinský
Svatopluk Lotrinský (Zventibold, Zwentibald, Swentiboldo, Sventibaldo, Sanderbald) (870? – 13. srpna 900) byl příslušníkem rodu Karlovců a nelegitimním synem římského císaře Arnulfa Korutanského. V roce 895 mu jeho otec, tehdejší východofranský král udělil Lotrinsko, kterému vládl až do své smrti. Později byl katolickou církví prohlášen za světce a mučedníka.

## Život

### Mládí
Svatopluk Lotrinský se narodil za dlouhé vlády svého pradědečka, východofranského krále Ludvíka Němce, jako prvorozený, ale nelegitimní syn Arnulfa Korutanského a jeho souložnice Vinburgy. Sám jeho otec byl nelegitimním synem bavorského vévody Karlomana. Jméno Svatopluk (pofranštěle Zwentibold) obdržel po svém kmotru Svatoplukovi, panovníkovi Velkomoravské říše. Po smrti krále Ludvíka Němce v roce 876 vládl Východofranské říši Karloman a přilehlou panonskou a korutanskou marku postoupil svému synovi Arnulfovi Korutanskému. V roce 887 Arnulf nahradil východofranského krále Karla Tlustého, který pro neschopnost rezignoval na trůn.
Když Svatopluk Lotrinský dosáhl dospělého věku, zasáhl do sporů o trůn v Západofranské říši, kde mezi sebou soupeřili hrabě Odo Pařížský a král Karel III. Když vyšel najevo Svatoplukův úmysl stát se západofranským králem, Odo i Karel se v boji proti němu spojili. Protože Svatopluk byl Arnulfův nejstarší syn, otec ho zpočátku označil jako svého nástupce na trůnu Východofranské říše. Podle Meersenské smlouvy z roku 870 potvrzené dohodou v Ribemontu z roku 880 připadlo Lotrinsko (bývalá Středofranská říše) Východofranské říši. Když pak v roce 893 Oda Hesenská, manželka krále Arnulfa, porodila jeho syna a legitimního následníka trůnu Ludvíka IV., byl Svatopluk odškodněn titulem lotrinského krále, který naposledy držel Lothar II. Lotrinský.

### Král Lotrinska

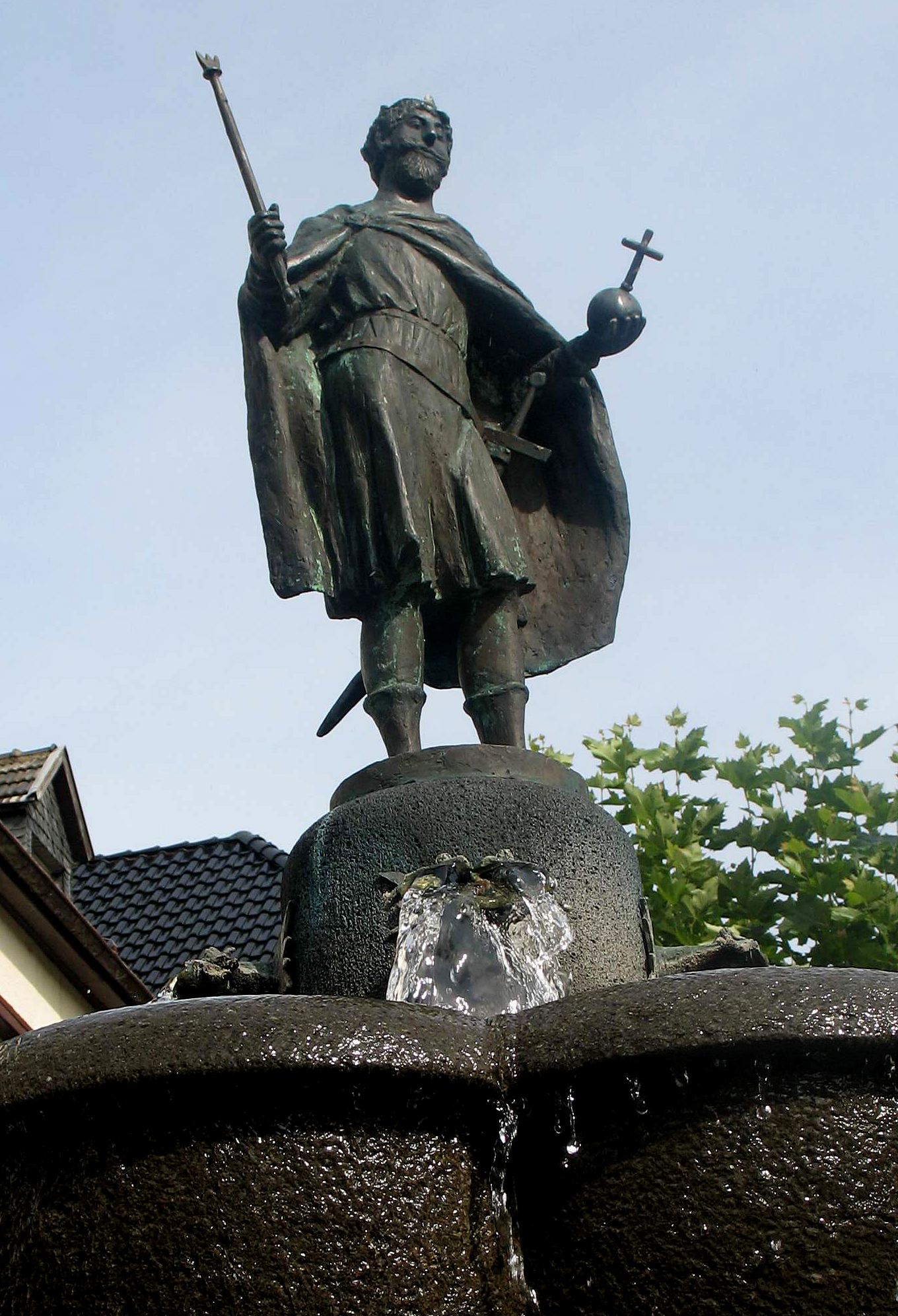
Svatoplukova fontána v Bad Münstereifel

V létě roku 893 požádali papež Formosus a italský král Berengar Arnulfa o zásah proti vzdorocísaři Widonovi ze Spoleta. Arnulf poslal armádu v čele se Svatoplukem Brennerským průsmykem k Veroně, kde se spojila s vojskem krále Berengara. Oba pochodovali k Widonovu hlavnímu městu Pavii, kterou neúspěšně obléhali a nakonec byli nuceni obléhání zrušit. Langobardský biskup Liutprand z Cremony ve své kronice uvádí, že Svatopluk přijal od Widona peněžní částku výměnou za zrušení obléhání, ačkoliv není jasné, zda to měl být osobní úplatek nebo forma tributu jeho otci Arnulfovi. Svatoplukův ústup byl nicméně považován za vojenský neúspěch, ale Arnulf se po prozkoumání podrobností o kampani svého syna z ní poučil, svolal silnější armádu a osobně ji vedl do Itálie, kde o několik měsíců později dobyl Pavii.
V rámci plánů na připojení Lotrinska k Východofranské říši prosadil vládu Svatopluka v Lotrinsku jeho otec, kterého v tom podporovali arcibiskupové kolínský Hermann a trevírský Radbod, i přes odpor místní šlechty. Svatopluk v Lotrinsku vládl násilně a všeobecně nenáviděn několik let. Mezitím v prosinci roku 899 zemřel jeho otec Arnulf a králem Východofranské říše se ve věku šesti let stal Arnulfův legitimní syn Ludvík IV.

### Smrt
Svatopluk se pokusil využít nástupu svého mladšího nevlastního bratra na trůn a své Lotrinské království zcela osamostatnit. Poté, co smrtí svého otce ztratil jeho mocnou podporu, však od něj okamžitě odpadla celá lotrinská šlechta a vyslovila se pro Ludvíka. V roce 900 se Svatoplukovi postavil hrabě Reginar Lotrinský a střetl se s ním v bitce poblíž dnešního Susteren, v níž Svatopluk padl. Byl pohřben v nedalekém klášteře Susteren.
Po Svatoplukově smrti vládl Lotrinsku jeho nevlastní bratr, východofranský král Ludvík. Za jeho vlády se však Východofranská říše rozpadla a po roce 903 bylo Svatoplukovo království spravováno hrabětem Gebhardem z rodu Konrádovců, který obdržel titul vévody lotrinského.

### Rodina
Svatopluk se v roce 897 se oženil s Odou, dcerou saského vévody Oty. Měli spolu tři dcery, které jsou zmíněny v Gesta episcoporum Leodensium (kronice lutyšského biskupství):
- Benedicta (898? – ?), abatyše kláštera v Susteren
- Cecilia (899? – ?), abatyše kláštera v Susteren
- Relinda (899? – ?)